# Филипп Акарнанский
Филипп (др.-греч.  Φίλιππος,; IV век до н. э.) — древнегреческий врач, приближённый Александра Македонского.
Согласно одной из античных легенд Филипп сопровождал Александра во время его походов и один раз, когда царь заболел, спас от неминуемой смерти. Перед тем как принять лекарство, Александр получил письмо от военачальника Пармениона. В письме Парменион утверждал, что Филипп подкуплен Дарием и хочет отравить Александра. Юный царь передал письмо Филиппу, а сам выпил приготовленное лекарство. Эта история нашла отображение в философии, литературе и живописи, где авторы пытаются изобразить момент величайшего душевного накала как врача, так и его могущественного пациента.

## Биография
О жизни Филиппа известно немногое. Он был родом из Акарнании — области, расположенной на западе Греции. По свидетельству Квинта Курция Руфа, Филипп был другом, воспитателем и врачом Александра Македонского с детских лет. По мнению В. Хеккеля, Филипп принадлежал ко двору матери Александра Македонского Олимпиады и был выбран ею в качестве врача для сына.
Античные источники упоминают его в связи с двумя эпизодами успешного лечения Александра в 333 и 332 годах до н. э. Первый раз он излечил царя в Киликии, второй — вынул стрелу из плеча Александра во время осады Газы. Также Филипп упомянут в псевдоисторическом романе «История Александра Великого» Псевдо-Каллисфена в числе заговорщиков, которые отравили Александра. Античные историки не упоминают имя врача, который находился рядом с Александром перед смертью.

## Легенда об излечении Александра Филиппом в Киликии
Античные историки в различных вариациях передают историю о лечении Александра Филиппом. После купания в жаркий день в студёной воде реки Кидн в Киликии Александр простудился и опасно заболел. Всю армию охватило глубокое беспокойство как за судьбу своего предводителя, так и свою собственную жизнь далеко от родных мест во вражеской стране. Александр сказал, что ситуация не терпит промедления и что для него «лучше сразу умереть, нежели поправиться слишком поздно». Никто из медиков, бывших в македонском лагере, не решался лечить царя. Врачи понимали опасность заболевания, а в случае смерти царя боялись навлечь на себя гнев всего войска. Тогда Филипп, по словам Плутарха, «видя тяжелое состояние больного, поставил дружбу превыше всего и счёл преступным не разделить опасность с Александром и не исчерпать — пусть даже с риском для себя — все средства». Филипп приготовил Александру, страдающему от лихорадки, сильнодействующее лекарство. В это время из Каппадокии от Пармениона прибыл гонец со срочной депешей, в которой полководец сообщал о том, что врач, подкупленный персидским правителем Дарием III огромной суммой в тысячу талантов и обещанием выдать за него свою сестру, намерен отравить своего царственного пациента. Александр передал это письмо Филиппу, а пока тот читал, выпил на его глазах приготовленное снадобье. Согласно Арриану, Филипп спокойно прочитал письмо, после чего всем стало ясно об отсутствии у врача планов отравить царя. Филипп посоветовал царю слушаться его и в дальнейшем, чтобы побыстрее выздороветь. Плутарх, напротив, утверждал, что Филипп «возмущённый клеветой, то воздымал руки к небу и призывал богов в свидетели, то, бросаясь к ложу царя, умолял его мужаться и доверять ему». Вскоре царь пошёл на поправку и предстал перед армией, и тогда, согласно Квинту Курцию Руфу, «всё войско приняло Филиппа с таким чувством, как самого царя; каждый жал ему руку и благодарил его, как посланного богом».
Античные авторы по разному оценивали действие и мотивы Александра. Согласно Юстину, царь решил, что лучше рискнуть и довериться врачу, который не вызывал доверия, чем несомненно умереть от болезни; Плутарху и Арриану — Александр безусловно доверял Филиппу; Квинту Курцию Руфу — Александр сомневался, но в конечном итоге доверие к Филиппу возобладало.
Достоверность данного рассказа у современных историков вызывает большие сомнения. Одни считают всю историю «подлой фальшивкой» и абсурдом. Другие, напротив, предполагают, что рассказ с излечением Филиппом царя является реминисценцией одного из эпизодов похода Александра, когда военачальник тяжело заболел, возможно, воспалением лёгких, а Филипп его выхаживал.

## В культуре
Легенда об излечении Александра Филиппом нашла отображение в философии, литературе и живописи. Французский философ эпохи Возрождения Мишель де Монтень на основании этого рассказа ставил Александра в пример другим, как властителя, который не потерял доверия к друзьям, сохранил твёрдость и нравственную красоту.
К сюжету о проявленном доверии Александра к своему врачу обращались многие художники Нового времени, в том числе Ганс Вертингер, Д. Ланфранко, Т. Г. Шевченко, Г. И. Семирадский и другие. Г. И. Семирадский в 1870 году написал картину «Доверие Александра Македонского к врачу Филиппу», которую представил на конкурс Императорской академии художеств. В ней он изобразил момент величайшего душевного накала как врача, так и его могущественного пациента. Жюри Академии 4 ноября единодушно присудило ему большую золотую медаль и право заграничной поездки за казённый счёт.
Легенда об излечении Александра Филиппом описана в одной из глав книги Л. Ф. Воронковой «В глуби веков».
|                                                                              |                                                  | |                                                              |
| Больной Александр и врач. 1517. Ханс Вертингер. Национальная галерея в Праге | Александр и врач Филипп. Ок. 1630. Дж. Ланфранко | Александр Македонский проявляет доверие своему врачу Филиппу. 1836. Т. Г. Шевченко. Национальный музей Тараса Шевченко, Киев | Александр и Филипп. Между 1898 и 1899. Гравюра Андре Кастеня |

### Исследования
- Киляшова К. А. Политическая роль женщин при дворе македонских царей династии Аргеадов. Диссертация на соискание учёной степени кандидата исторических наук / Научный руководитель доктор исторических наук, профессор Э. В. Рунг. — Казань: Казанский (Приволжский) федеральный университет, 2018.
- Шахермайр Ф. Александр Македонский. — Ростов н/Д.: Феникс, 1997. — 576 с. — ISBN 5-85880-313-Х.
- Шофман А. С. Восточная политика Александра Македонского / Печатается по постановлению редакционно-издательского совета Казанского университета. Отв. редактор В. Д. Жигунин. — Казань: Издательство Казанского университета, 1976.
- Heckel W. Who's Who in the Age of Alexander the Great: Prosopography of Alexander's Empire (англ.). — Malden; Oxford; Carlton: Blackwell Publishing, 2006. — ISBN 1-4051-1210-7.
- Treves P. Philippos 63 // Paulys Realencyclopädie der classischen Altertumswissenschaft :  [нем.] / Georg Wissowa. — Stuttgart : J. B. Metzler’sche Verlagsbuchhandlung, 1938. — Bd. XIX, Zweite Hälfte (XIX, 2). — Kol. 2549—2550.